# 蘇胡
苏胡（?—?），戰國時期秦国人物。
前338年（周显王三十一年、魏惠王三十二年、秦孝公二十四年），秦国苏胡率军伐韩国，韩襄在酸水击败秦国苏胡。